# Dead Silence (Album)
Dead Silence ist das vierte Studioalbum der kanadischen Rockband Billy Talent. Es erschien am 7. September 2012 in Deutschland.

## Entstehung
Das Album wurde von November 2011 bis Juli 2012 aufgenommen. Die Veröffentlichung verzögerte sich wegen Schreibblockaden von Sänger Benjamin Kowalewicz und Gitarrist Ian D’Sa sowie durch eine Herzoperation des Schlagzeugers Aaron Solowoniuk. Die erste Singleauskopplung Viking Death March erschien bereits am 25. Mai 2012 zum Download, die zweite Surprise Surprise am 7. August 2012. Eine physische Kopie dieser beiden Tracks wird nicht angeboten.

## Titelliste
| 1  | Lonely Road to Absolution | 1:15 |
| 2  | Viking Death March        | 4:04 |
| 3  | Surprise Surprise         | 3:08 |
| 4  | Runnin’ Across the Tracks | 4:19 |
| 5  | Love was still Around     | 3:46 |
| 6  | Stand Up and Run          | 3:20 |
| 7  | Crooked Minds             | 5:04 |
| 8  | Man Alive!                | 3:36 |
| 9  | Hanging by a Thread       | 3:53 |
| 10 | Cure for the Enemy        | 4:26 |
| 11 | Don’t Count on the Wicked | 4:08 |
| 12 | Show Me the Way           | 3:06 |
| 13 | Swallowed Up by the Ocean | 5:02 |
| 14 | Dead Silence              | 4:48 |

## Rezension
Yan Vogel von Laut.de vergab vier von fünf Sternen. Er schrieb, die Wurzeln auf dem Album reichten „tiefer denn je in die Rock-Geschichte“ und seien nicht wie beim Vorgänger „unbeholfenes Zitat, sondern Selbstbekenntnis“.